# Harskamp
Harskamp est un village situé dans la commune néerlandaise d'Ede, dans la province de Gueldre. Le 1er janvier 2006, le village comptait 3 450 habitants.

## Histoire
Le village a donné son nom à une famille de la noblesse belge : la famille d'Harscamp.
Vincent de Harscamp, échevin de Namur, receveur général des domaines et aides du comté de Namur a obtenu le 16 octobre 1651 des lettres de réhabilitation de noblesse, reconnaissant que les membres de la famille appartiennent à al noblesse depuis plusieurs générations.
La famille d'Harscamp  est une des nobles familles du quartier d'Arnhem au duché de Gueldre
Les armes de la famille sont celles du village.